# Octavia (Oklahoma)
Octavia es una comunidad no incorporada a la Reserva Choctaw , en el Condado Le Flore , Oklahoma, en Estados Unidos de América .

## Historia
Se estableció una oficina de correos en Octavia, territorio indio, el 29 de octubre de 1898. Cerró el 30 de septiembre de 1953. Tomó su nombre de Octavia Lewis, su primer jefe de correos.
En el momento de su fundación, Octavia estaba ubicada en el Condado Nashoba, parte del distrito Apukshunnubbee de la Nación Choctaw .